# Uduba
Uduba és un gènere d'aranyes araneomorfes de la família dels udúbids (Udubidae). Fou descrit per primera vegada per Eugène Simon el 1892.
Totes les espècies són endèmiques de Madagascar.

## Taxonomia
Segons el World Spider Catalog del 23 de gener de 2019, s'accepten tres espècies:
- Uduba dahli Simon, 1903
- Uduba evanescens (Dahl, 1901)
- Uduba madagascariensis (Vinson, 1863)